# The Medicine Bottle

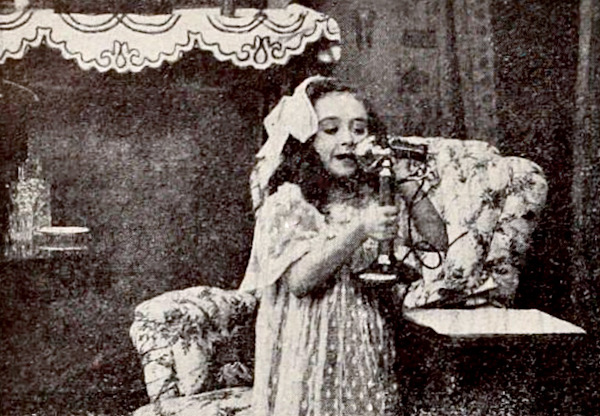
Photo du thriller "The Medicine Bottle" (1909) avec Adele DeGarde.

The Medicine Bottle est un film muet américain réalisé par D. W. Griffith, sorti en 1909.

## Synopsis
Pour se rendre à une fête, madame Ross laisse sa jeune enfant s'occuper de sa mère alitée. Une fois arrivée à la fête, elle se rend compte qu'elle lui a laissé le mauvais médicament. Dès lors elle tente désespérément de contacter sa fille avant qu'il ne soit trop tard...

## Fiche technique
- Titre : The Medicine Bottle
- Réalisation et scénario : D. W. Griffith[1]
- Société de production et de distribution : American Mutoscope and Biograph Company[2]
- Photographie : G. W. Bitzer
- Pays :  États-Unis
- Format[3] : Noir et blanc - Muet - 1,33:1[4] ou 1,37:1[5] - 35 mm[4],[5]
- Longueur de pellicule : 472 pieds (144 mètres[4])
- Durée : 5 minutes (à 16 images par seconde)[3]
- Genre : inconnu
- Date de sortie : 29 mars 1909

## Distribution
Les noms des personnages proviennent de l'Internet Movie Database.
- Florence Lawrence : madame Ross
- Adele DeGarde : la fille de madame Ross
- Marion Leonard : madame Parker
- Linda Arvidson : l'opératrice téléphonique / une convive à la fête
- Anita Hendrie : une convive à la fête
- Min Johnson : une convive à la fête
- David Miles : un convive à la fête
- Owen Moore : un convive à la fête
- Mack Sennett : un convive à la fête
- Dorothy West : une convive à la fête
- Herbert Yost : un convive à la fête

## Autour du film
Les scènes du film ont été tournées les 3, 4, 10 et 16 février 1909 dans le studio de la Biograph à New York.